# Rubus chlorothyrsos
Rubus chlorothyrsos es una especie de planta del género Rubus, perteneciente a la familia Rosaceae.

## Taxonomía
Rubus chlorothyrsos fue descrita por Wilhelm Olbers Focke en 1871.

## Distribución
Se encuentra en el territorio de Dinamarca, Alemania, Países Bajos y Polonia.